# 구르마현

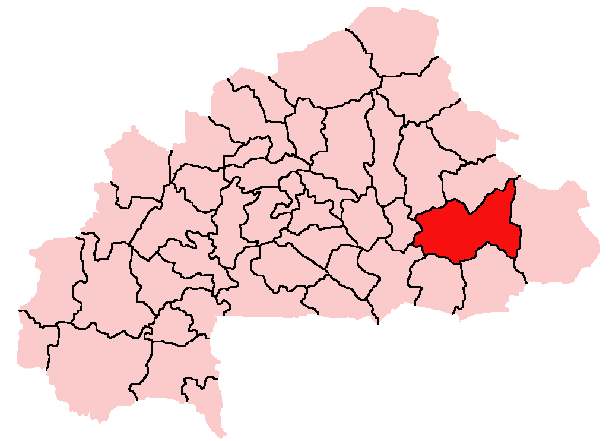
구르마현의 위치

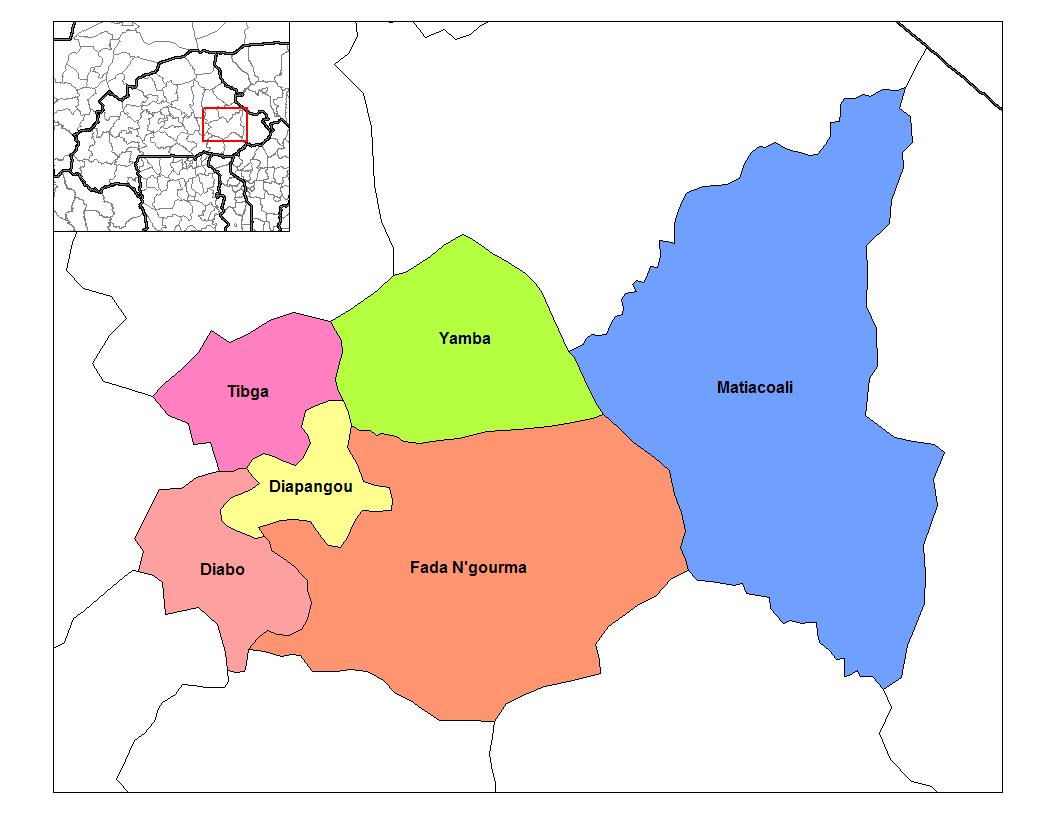
구르마현의 행정 구역

구르마현(프랑스어: Gourma)은 부르키나파소 동부주에 위치한 현으로, 현도는 파다응구르마이며 면적은 11,117km2, 인구는 304,169명(2006년 기준)이다. 6개 군(디아보군, 디아팡구군, 파다응구르마군, 마티아코알리군, 티브가군, 얌바군)을 관할한다.

## 같이 보기
- 부르키나파소의 주
- 부르키나파소의 현